# Șeitin, Arad
Șeitin (în maghiară: Sajtény) este satul de reședință al comunei cu același nume din județul Arad, Crișana, România.

## Așezare
Localitatea Șeitin este situată în sud-vestul Câmpiei Aradului, în lunca Mureșului, la o distanță de 47 km față de municipiul Arad și se întinde pe o suprafață de 6604 ha.

## Populația
Populația satului număra la ultimul recensământ 2996 de locuitori. Din punct de vedere etnic, populația avea următoarea
structură: 93,7% români, 0,9% maghiari, 3,9% rromi, 0,7% slovaci, 0,5% ucrainieni și 0,3% alte naționalități și populație
nedeclarată.

## Istoric
Prima atestare documentară a localității Șeitin datează din anul 1138, "Villa Sahtu". Aceasta mentiune se afla pe actul de danie al regelui Ungariei, Bella al II-lea prin care regele intareste Manastirii Dumis dreptul asupra mai multor gospodarii, in satul "Sahtu".
In secolul al XVIII-lea, in hotarul Seitinului a existat si satul Talamit, situat pe locul mai ridicat denumit "Dealul Talamite".
În urma descoperirilor arheologice de pe teritoriul satului, în locul numit de localnici "La Imaș", au ieșit la lumină urmele unei așezări daco-romane și o necropolă, vestigii ce atestă continuitatea locuirii pe aceste meleaguri.

## Economia
Economia este predominant agrară, localitatea fiind cunoscută în regiune ca un important bazin cerealier și legumicol.
Producțiile bune obținute susțin sectorul zootehnic, sector agricol specializat în creșterea porcilor și bovinelor.

## Turism
Parcul Natural Lunca Mureșului și valea Mureșului sunt obiectivele turistice cele mai importante de pe teritoriul așezării.
Pe "Lista monumentelor istorice 2004 din Județul Arad" apar "Situl arheologic" și "mormintele" din sec.III-V, localizate în Șeitin ("La Imaș”).

## Personalități
- Ioan T. Morar (13 aprilie 1956), scriitor și om de cultură
- Athanasie Truția (18 ianuarie 1927), profesor la Universitatea din București
- Dimitrie Roman (04 aprilie 1937)- (16 mai 1996), scriitor, profesor și poet
- Rusandru Gheran (1879 - 1953),  deputat în Marea Adunare Națională de la Alba Iulia 1918